# Église Santa Maria del Gradaro
 (avril 2019).
L'église Santa Maria del Gradaro est une église de Mantoue construite à partir de 1256. Un couvent lui fut adjoint en 1260. Le terme Gradaro vient du mot latin cretarium (tas d'argile) qui réfère à la qualité de la terre sur laquelle ce lieu de culte a été créé à l'origine.

## Histoire
La tradition veut que l'église soit construite là même où Saint Longin, le centurion romain qui apporta le précieux Sang du Christ à Mantoue, a été martyrisé. Au début de l'ère chrétienne, déjà une église, appelée Santa Maria in Campo Santo, y fut construite.
Des informations confirment la date de 1256. Elle fut construite par les chanoines ordinaires de San Marco, un ordre religieux de Mantoue, à l'époque des Bonacolsi, loin de la civitas vetus, le centre administratif de la cité, mais dans un quartier industriel et commercial où s'était développé le commerce des vêtements de laine et la fabrique des briques et des tuiles
En 1454, les Olivetains leur succédèrent à la demande du marquis Ludovico III Gonzaga et de son épouse Barbara de Brandebourg. Le très jeune Girolamo Scolari, père spirituel et biographe de la bienheureuse Osanna Andreasi, y entra dans les ordres
Le complexe religieux des Olivetains subit les effets des suppressions thérésiennes à partir de 1771 et prit fin définitivement en 1775. Il devint alors un entrepôt militaire.
Pendant la Seconde Guerre mondiale, les bâtiments de l'ancien complexe religieux ont été transformés en camp de concentration et en camp de réfugiés. C'est de là que les dix soldats italiens internés à la suite de la publication de l'armistice le 8 septembre 1943 ont été emmenés à la Valette dell'Aldriga par les Allemands pour y être fusillés.
À partir de 1952, ils furent confié aux Oblats des Pauvres de Marie Immaculée, qui établirent leur maison générale dans le couvent voisin.
L'église, qui appartenait déjà au ministère de l'Éducation, a été acquise en 1952 par la municipalité de Mantoue, qui la restaura en 1962. En 1966, après 191 ans de désacralisation, la paroisse dédiée à l'Annonciation de la Bienheureuse Vierge Marie est créée.

## Architecture
Deux sculpteurs véronais, Giacomo et Ognabebe Grattasoia participèrent à sa construction, comme en témoigne l'inscription qu'ils ont laissée sur le portail en marbre.
La façade date du XVe siècle. Elle a été conçu à double pente et est agrémentée d'une rosace circulaire.
À l'intérieur, quelques décorations originales ont été découvertes et restaurées au XIXe siècle, dont un fragment de la Cène d'un peintre inconnu mais de grande qualité.